# Gastrotheca lojana
Espèce
Synonymes
- Gastrotheca marsupiata lojana Parker, 1932

Statut de conservation UICN

 VU  : Vulnérable
Gastrotheca lojana est une espèce d'amphibiens de la famille des Hemiphractidae.

## Répartition
Cette espèce est endémique de la province de Loja en Équateur.

## Étymologie
Son nom d'espèce lui a été donné en référence au lieu de sa découverte, la province de Loja.

## Publication originale
- Parker, 1932 : Some new or rare reptiles and amphibians from southern Ecuador. Annals and Magazine of Natural History, sér. 10, vol. 9, p. 21–26.